# Motsapi Moorosi
Motsapi Moorosi (Springs, 4 de mayo de 1945-Maseru, 8 de febrero de 2013) fue un deportista de Lesoto que compitió en carrera de velocidad. Fue la primera persona en competir por Lesoto en los Juegos Olímpicos, compitiendo en los 100 y 200 metros masculinos en los Juegos Olímpicos de Múnich 1972. Posteriormente trabajó como entrenador.

## Biografía
Moorosi nació el 4 de mayo de 1945 en Springs, Sudáfrica, en una familia basotho. Sus padres, de Lesoto, trabajaban como obreros en Sudáfrica. En Sudáfrica, Moorosi trabajó como agente de bienestar social en una mina de oro en el Estado Libre de Orange. Tenía derechos de residencia en Lesoto debido a su familia y poseía un pasaporte de Lesoto, y finalmente se mudó allí en 1971. Después de mudarse, comenzó a trabajar para la Corporación Nacional de Desarrollo de Lesoto y también se desempeñaba como entrenador de atletas locales.
Moorosi era un velocista de primer nivel y el más rápido del sur de África en ese momento. CNN lo describió más tarde como «un joven humilde de sonrisa fácil y risa fácil», y su nombre era «sinónimo de velocidad». Corrió los 100 metros en dos ocasiones con un tiempo personal de 10,2 segundos. Alrededor de 1971, realizó una gira por Europa y ganó cinco de las seis competiciones en las que participó. Ese año, expresó sus esperanzas de competir en los Juegos Olímpicos de Múnich 1972, pero a Sudáfrica no se le permitió participar debido a sus políticas de apartheid, mientras que el Comité Olímpico Nacional de Lesoto aún no había sido reconocido. Finalmente, a principios de 1972, el Comité Olímpico de Lesoto fue reconocido y envió a Moorosi como su único atleta a los Juegos Olímpicos de 1972. De esta forma, se convirtió en el primer atleta olímpico de Lesoto y sirvió como abanderado del país en la ceremonia inaugural. Moorosi también fue el primer atleta olímpico negro del sur de África en 68 años. En los Juegos Olímpicos, compitió en los 100 metros masculinos, donde no logró avanzar en su serie con un tiempo de 10,74, y en los 200 metros masculinos, donde llegó a cuartos de final, pero no avanzó más con un tiempo de 20,9. Una fotografía de él compitiendo junto a Su Wen-ho, Edwin Roberts y Valeri Borzov fue incluida en el disco de oro de las Voyager que fue enviado al espacio para representar la vida en la Tierra ante cualquier vida extraterrestre que pudiera encontrarla.
Moorosi trabajó como entrenador deportivo en la mina de oro President Brand y sirvió como entrenador de atletismo después de su participación olímpica, entrenando a los equipos de Lesoto en los Juegos Panafricanos y los Juegos de la Mancomunidad. También ayudó a desarrollar el atletismo en su país para el Consejo de Deportes de Lesoto en el Ministerio de Educación. Moorosi organizó talleres y clínicas de entrenamiento y también fundó una tienda de deportes y un torneo de fútbol masculino. Murió el 8 de febrero de 2013 en Maseru, Lesoto, de cáncer, a la edad de 67 años.